# Interdigitaltransducer

Zwei Interdigital-Transducer (schwarz dargestellt) dienen im dargestellten SAW-Filter als Sender (links) bzw. als Empfänger (rechts) von Oberflächenwellen.

Ein Interdigitaltransducer (kurz IDT) (lat.: inter = zwischen; lat.: digitus = Finger; lat.: trans = über, hinüber; lat.: ducere = führen, leiten) ist ein Transducer (Wandler), welcher fingerartige Strukturen aufweist. Diese Strukturen werden auch als Interdigitalelektroden bezeichnet. Sie sehen wie die Zinken zweier Kämme aus, die, ohne sich zu berühren, ineinandergreifen.
Die fingerartigen Strukturen bestehen in der Regel aus Metall und sind auf einem piezoelektrischem Trägermaterial angeordnet. Wird eine Spannung zwischen den Kämmen angelegt, so erzeugt diese durch die erzeugte mechanische Kraft eine Längenänderung des Trägermaterials zwischen je zwei Zinken. Wird eine Wechselspannung angelegt, so wird das Trägermaterial durch diese in Schwingung versetzt. Infolgedessen werden Oberflächenwellen erzeugt, die sich auf dem Trägermaterial ausbreiten. Ein weiterer Interdigitaltransducer kann diese Wellen wiederum über das Piezoprinzip wieder in eine Wechselspannung wandeln.
Eingesetzt werden kann eine derartige Anordnung beispielsweise als Bandpassfilter in der Hochfrequenztechnik und als Pumpe in der Mikrofluidik.